# Cell and Tissue Research
Cell and Tissue Research is een internationaal, aan collegiale toetsing onderworpen wetenschappelijk tijdschrift op het gebied van de celbiologie.
De naam wordt in literatuurverwijzingen meestal afgekort tot Cell Tissue Res.
Het wordt uitgegeven door Springer Science+Business Media en verschijnt 4 keer per jaar.
Het eerste nummer verscheen in 1924.